# Анастасіївська церква (Глухів)
Анастасі́ївська це́рква (Анастасі́ївська «Гетьма́нська» це́рква) або Трьох-Анастасі́ївська стара́ це́рква — це мурований домовий храм гетьманської родини Івана Скоропадського, що існував у Глухові на Сумщині в XVIII—XIX століттях.

## Історія

### Церква за її будівничих

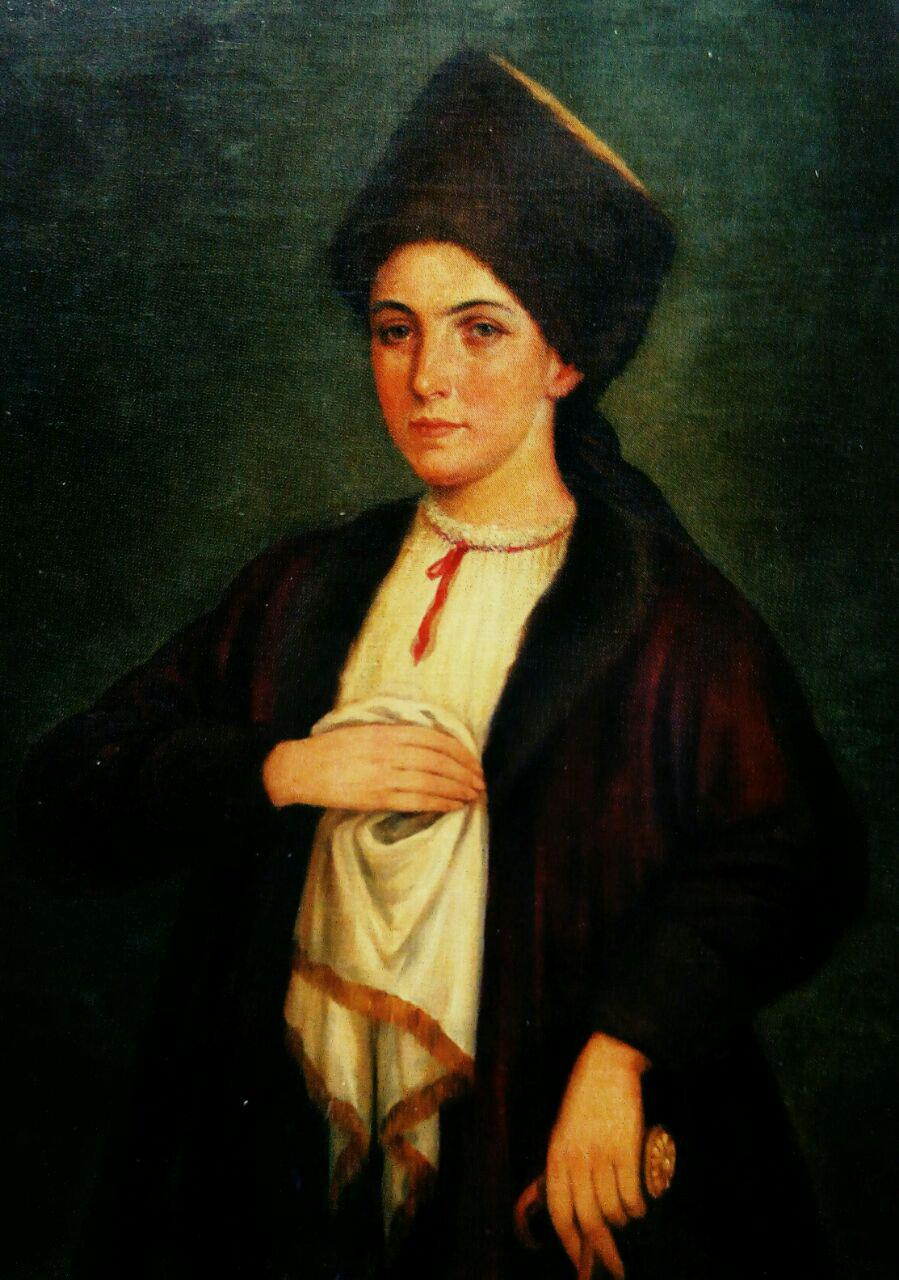
Портрет Анастасії Марківни Скоропадської пензля Ольги Мордвінової (1922)

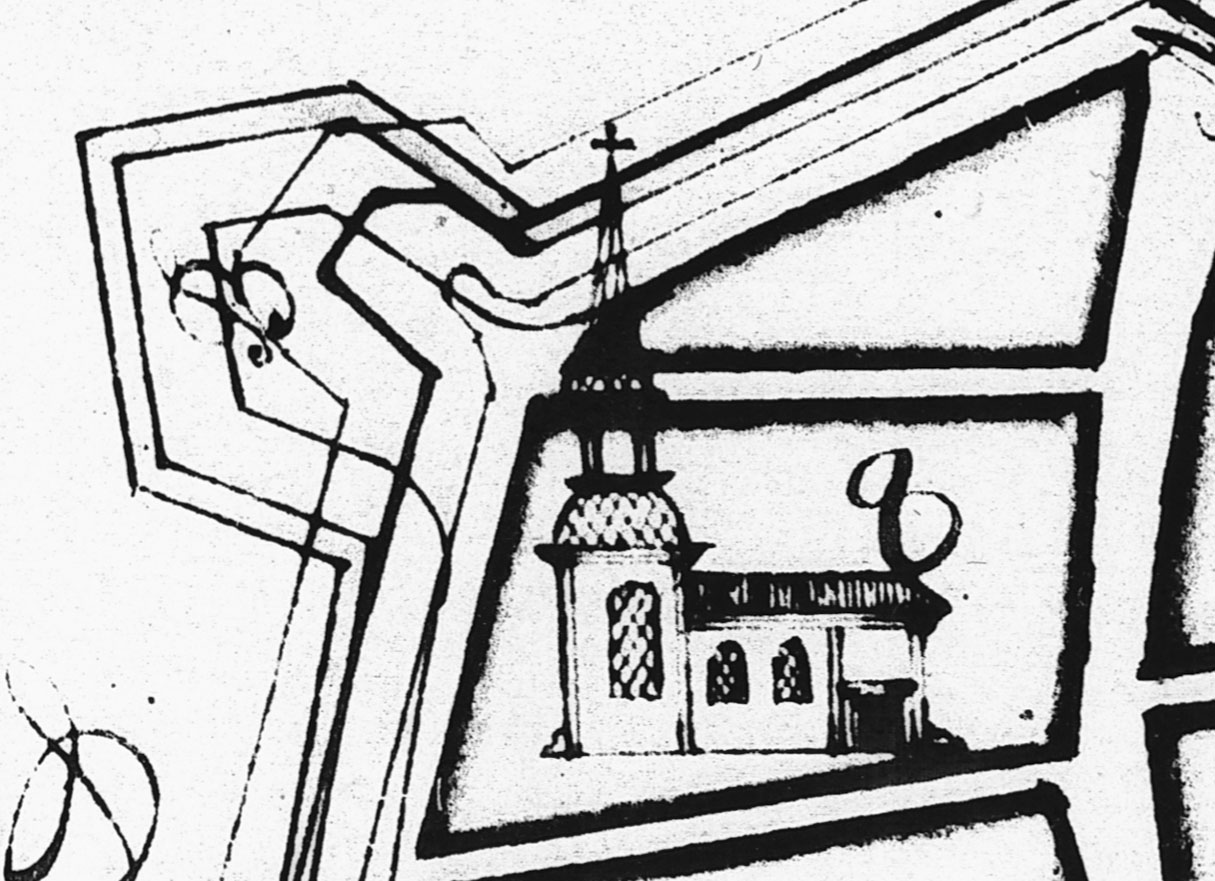
Умовне зображення Анастасіївської церкви на схемі Глухова 1724 року

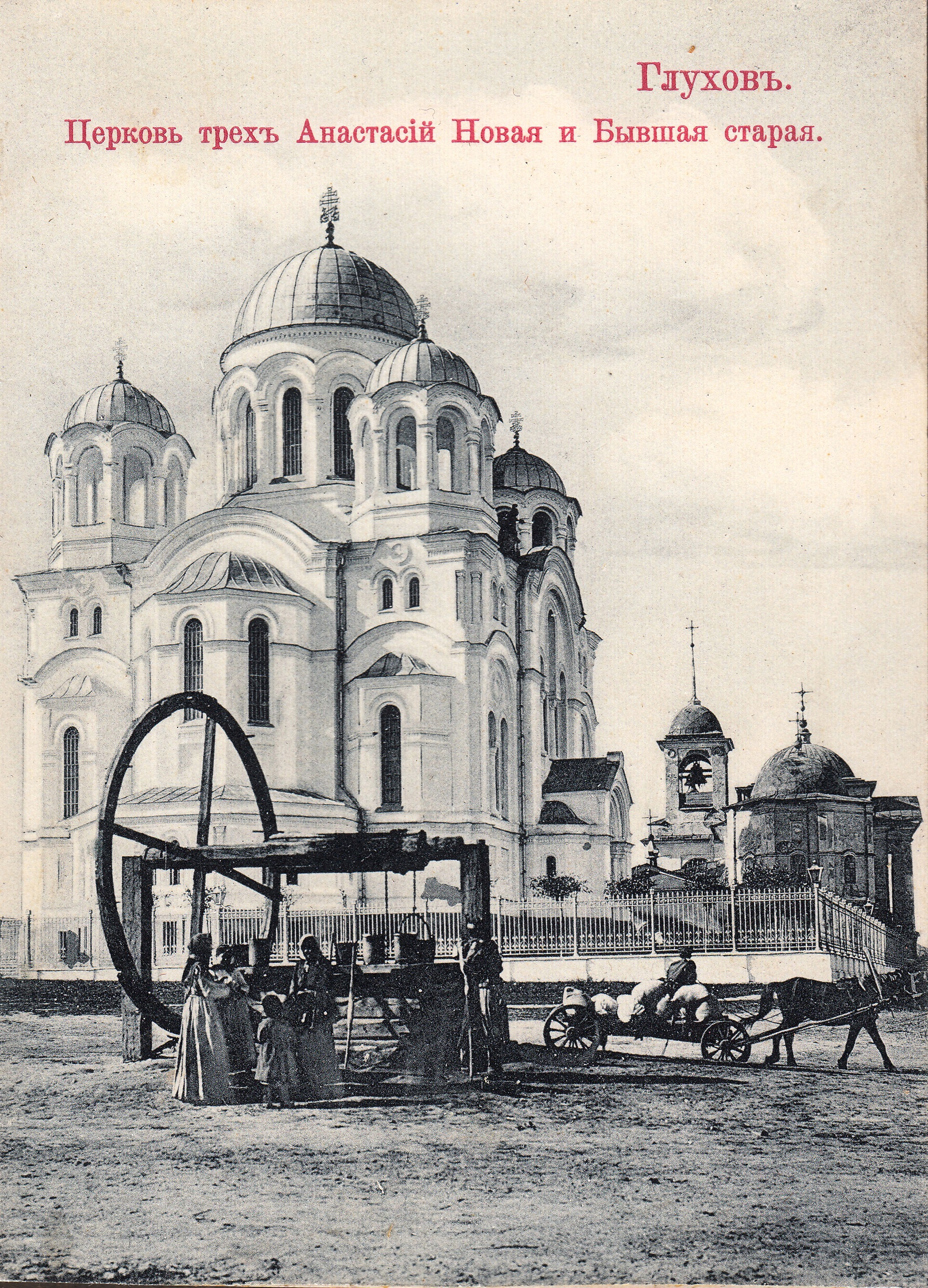
Анастасіївська гетьманська церква (праворуч) поряд з Трьох-Анастасієвською церквою із західної сторони наприкінці XIX століття (поштова листівка)

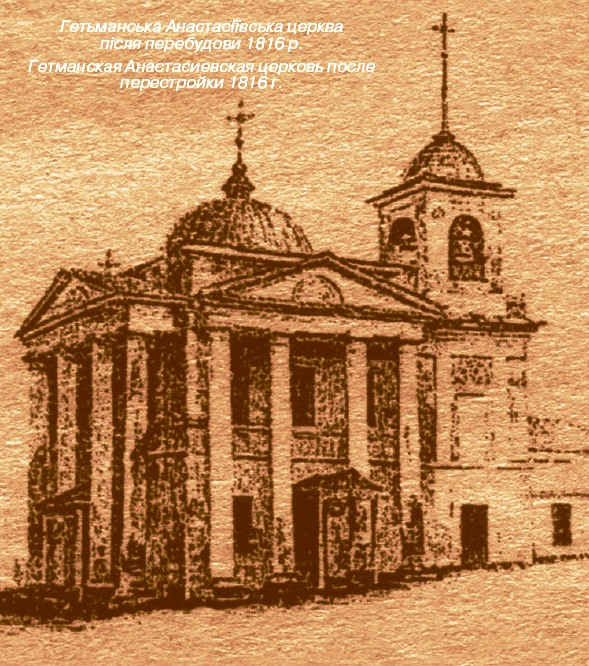
Анастасіївська церква після перебудови 1816 року

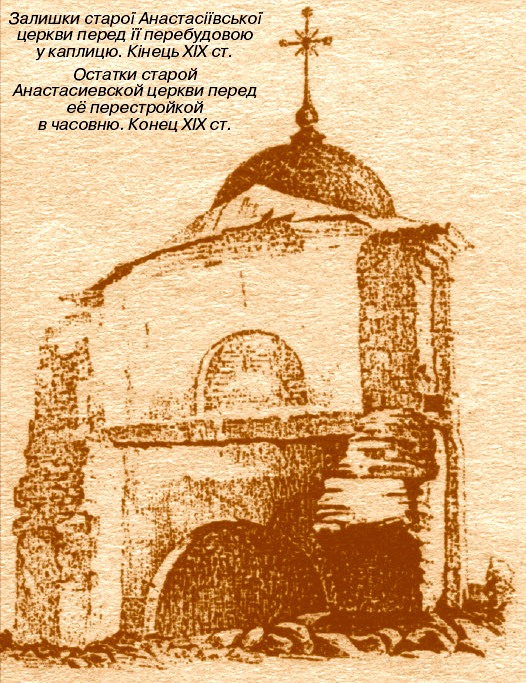
Руїни Анастасіївської церкви перед її перебудовою у каплицю

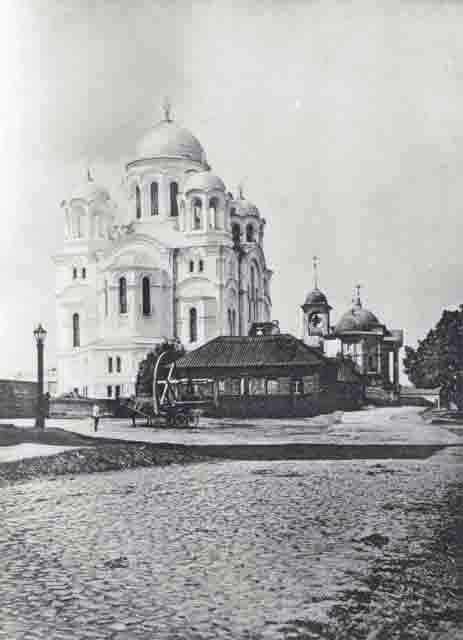
Анастасіївська церква перед зруйнуванням

Анастасіївську муровану церкву споруджено в південно-східному куті загальноміської фортеці столичного Глухова на місці згорілої дерев'яної Воскресенської церкви в 1717 році коштом гетьманки Анастасії Скоропадської (до шлюбу Маркович).
|  | «Поблизу гетьманського будинку в центрі Глухова Анастасія Марківна Скоропадська прикупила до цього двору ще половину і раніше зведення церкви, влаштувала тут богадільню для „людей похилого віку, також різними немочами і каліцтвами одержимих людей", — розповідав невідомий автор рукопису другої половини XIX століття. |

Раніше існувала дерев'яна Анастісіївська церква. Зокрема, архітектор Іван Мергасов займаючись у 1749 році будівництвом нового гетьманського дому замість згорілого, згадував місце де була ця дерев'яна церква. Спочатку він планував забрати цю землю для двору гетьмана, але згодом визнав її незручною.
Нова мурована церква була домовою для гетьманської родини Скоропадських, її будували разом з гетьманським двором, який з 1710 року розташовувався в центральному районі столиці Лівобережної України. Хоча на думку дослідника Василя Пуцка, Воскресенська церква продовжувала існувати до пожежі 1748 року. Напевно, церква була освячена на честь трьох Анастасій, бо сама Настя Скоропадська не знала, на честь якої з трьох шанованих православною церквою святих Анастасій надали їй ім'я. Вирішила освятити збудований храм на честь всіх трьох Анастасій. У церкві здійснювали богослужіння та були її настоятелями «войсковые капеланы», тобто головні військові священики Гетьманщини.
Для цього гетьман Іван Скоропадський для забезпечення церкви та богадільні при ній на початку 1718 року постановив: «щоб у множення хвали Божої повсякчасна невтомно відправа святій Літургії і щоб за життя нашого і в майбутньому після наших часів, так священикові зі служителями, яко і самим у тій лікарні мешкаючи немічним, в їжі, в одязі і в інших нагальних потребах не було зубожіння»… гетьман визначає на церкву і лікарню «присілок під Глуховим іменований Нова Гребля і клітку одну млина на трьох колесах під самим містом на веслуваннях міських, на річці Есмань, знаходить».
Цю ідею того ж року затвердив указ російського імператора Петра І, який зазначив, щоб майбутній гетьман для церкви та богадільні «даними від нього підданого нашого гетьмана присілком Нова Гребля і кліткою млиновий на річці Есмань володіти нині й надалі в майбутні часи вічно».
Будівля церкви постраждала від пожежі 18 (29) червня 1722 року. Церква загорілася перед входом в ризницю із лівого боку у вівтарі. Від пожежі постраждав вівтар, велике Євангеліє, скриня та срібний хрест. Також від використання води під час тушіння потріскався на дзвіниці великий мідний дзвін. Гетьманський будинок, двір, школа та шпиталь не постраждали. Для ремонту погреба та декількох господарських споруд необхідно було придбати сто колод дубових та сто колод соснових. Через це гетьман Іван Скоропадський того ж року отримав дозвіл на «відбудову кам'яної церкви в Глухові». Під нею побудували склеп, де зберігали гроші й коштовності, що належали родині Скоропадських та їхнім близьким родичам.
При церкві діяли лікарня, богодільня та приходська школа.

### Існування церкви за Глухівського періоду історії Гетьманщини
Після смерті Анастасії Скоропадської в 1729 році піклування про лікарню і богадільню перейшло до її доньки графині Уляни Толстої, яка до пожертвувань батьків додала на утримання церкви майно, що дісталося їй після смерті матері: крамниці та дворові міські місця. Анастасіївська церква користувалася упродовж XVIII століття особливою пошаною у жителів Глухова. Митрополити та архієреї часто відвідували Глухів, служили в церкві святої Анастасії..
Грамотою імператриці Єлизавети від 13 липня 1743 року затверджені за „церквою св. Анастасії“ та її лікарнею не тільки дари Скоропадського, а й пожертвування інших осіб. Останній гетьман писав: „при покійних антецессорах наших — до смерті капелана військового Мойсея Богаєвського (2 червня 1742 року) колишні капелани, за їх інформацією, мали у володінні, по чину свого капеланства, що перебуває у Стародубському полку хутір Хомутовці“.
Від пожежі 1748 року, яка зруйнувала Глухів, церква практично не постраждала. Гетьман Кирило Розумовський 29 серпня 1751 року наказав, щоб „Глухівської церкви св. Анастасії священик і капелан дому гетманського і військового капелан Корнилій Юзефович“ також безперешкодно володіли Хомутовцями та їх угіддями.
У 1749 році Михайло Скоропадський доповідав про зникнення замків з вікон кам'яного погребу під Анастасіївською церквою, де зберігалися гроші Канцелярії малоросійських зборів.
Священник цієї церкви був на той час і духівником гетьманського дому, то ще гетьман Скоропадський дав йому звання „військового капелана“, тобто головного військового священника, якесь звання утримували за собою й інші настоятелі цієї церкви аж до знищення гетьманства в Україні. Причет церкви Святої Анастасії, крім пожертвувань родини Скоропадських, набував для церкви господарським способом різне майно: двори, площі, лавки тощо. Втім, присілок Нова Гребля, подарований церкві Іваном Скоропадським був відданий до казенного відомства за царювання імператриці Катерини II. Також у цей час млин і міські місця, що належали церкві, були добровільно передані місту з умовою оплати містом на вічні часи на користь церкви невеликої суми (близько 100 руб. сріблом щорічно).
Втім, пожежі 1748 та 1784 років майже вщент зруйнували Глухів. Остання з них була дуже жахливою. Вогонь знищив усі дерев'яні конструкції та обладнання церкви.. Довгий час церква, що сім десятиліть перед тим була гетьманською, відбудовувалась до 1816 року. Так вона стала двоповерховою з прибудовою та дзвіницею над південно-західним кутом. Цього ж року на другому поверсі храму, віддаючи данину попередній церкві Воскресіння Христового, облаштували однойменний приділ. На ньому було написано: „по сему фасаду устроить церковь и колокольню каменныя на прежнем основании благословляется. Михаил архиепископ черниговский июня 9“.

### Церква в XIX столітті
У першій третині XIX століття парафію Анастасіївської церкви, як найбіднішу в місті, приєднали до Троїцького собору, а церкву фактично закрили. 17 квітня 1830 року від імені доньки фундаторів церкви Уляни Толстой церкві передано 6 комор та 7-й прикоморок, двір шинковий, „пустый плец Иванцевский определены“. З утримання цього майна виплачувалась щорічна платня: священнику Моісею 30 руб., вікарію 10 руб., на школу 20 руб., на свічки, ладан та віск 15 руб., пономарю 6 руб., стряпчему 10 руб.».
У 1846 році глухівського купця Артемія Терещенка, який у 1842—1845 роках обирався бургомістром Глухівського магістрату, обрали церковним старостою. Перше, що він зробив у 1846 році — це вніс на утримання храму 4 тисячі рублів і служба в ньому відновилася. Його ж коштом у 1861 році на другому ярусі храму влаштовано також додатковий вівтар Воскресіння Христового.
У 1871 році архітектором Олександром Гроссом був спроєктований приділ з вівтарем до церкви. У 1872—1873 роках на облаштування приділу на честь святого Артемія та реставрацію іконостасу ним було витрачено ще 6146 руб. Новий викладач мистецтв Глухівської чоловічої прогімназії Порубановський створив нові образи та запрестольну ікону «Спаситель на молитві перед стражданнями». На утримання церкви виділялось щорічно 109 руб. 86 коп., з них 99 руб. — Глухівською думою. Це була плата за землю з лавками подаровану ще Іваном Скоропадським, якою володіло місто.
В цей час родина відомих українських цукрозаводчиків — брати Микола, Федір та Семен Терещенки, вирішила побудувати велику домову церкву. В 1884 році чернігівське губернське правління затвердило проект нової Трьох-Анастасіївської церкви. 21 травня 1894 року брати Терещенки звернулися до Святійшого Синоду з проханням дозволити знести стару гетьманську церкву «как оставшуюся вследствие своей ветхости без всякого употребления».
Щоб визначити подальшу долю історичної будівлі з Києва відрядили професорів Київської духовної академії, відомих істориків Петра Лашкарьова і Миколи Петрова. Вони дійшли висновку, що «призначена до зруйнування стара Трьох-Анастасіївська церква з позицій зодчества не являє собою нічого особливого, і крім збережених звісток про первісне спорудження цієї церкви дружиною гетьмана Скоропадського Анастасією, про будівлю цієї церкви залишились лише спогади про спустошливі пожежі в Глухові». Аналогічні висновки дала Імператорська археологічна комісія. 2 січня 1895 року вийшов відповідний указ Святійшого Синоду. Стару Анастасіївську церкву починають розбирати.

### Зруйнування Анастасіївської церкви
Зруйнуванню старої церкви намагався завадити майбутній Гетьман Української держави Павло Скоропадський, бо у церкві зберігся справжній вівтар початку XVIII століття, аби використати ці історичні рештки для будівництва «своєрідного духовного пам'ятника українській старшині», у тому числі й представникам роду Скоропадських. Тобто побудови на її рештках каплиці святої Анастасії.
Очевидно, на цей вчинок його наштовхнуло обурення значної частини чернігівського суспільства, зокрема нащадків історичних родів, рішенням Терещенків. Певну роль тут зіграв і Петро Дорошенко, відомий чернігівський громадський діяч, знавець української старовини й однодумець майбутнього гетьмана. 1908 року, коли цей грандіозний проект уже наближався до завершення, він писав Павлу Скоропадському: «Я довго розмірковував про вашу думку, щоб каплиця була пам'ятником минулого, тобто нашій Гетьманщині…Таким чином, це буде історичний пам'ятник, і це має бути твердо і серйозно, але без зайвого галасу і честолюбства, представлено на дошці, що буде при вході до каплиці. До речі: у напису велику роль має відігравати релігійний бік, просвітницько-духовний та навіть церковній, адже релігія та й церква у Малоросії завжди, і за часів Гетьманщини, грали таку велику роль».
Впродовж 1894—1897 років стару Анастасіївську церкву було розібрано. Також церковний хор аматорського гатунку перевели зі старої Анастасіївської церкви до нового храму.

## Опис
Анастасіївська церква була побудована за зразком Іллінської церкви — усипальниці Богдана Хмельницького в Суботові на Черкащині.
Сам храм — тридільний, безбанний, зального типу з гранчастою апсидою і дзвіницею над західним притвором. План храму Скоропадської нагадував древній християнський «baptisterium» (хрестильню). Оздоблення стін та інших частин церкви була традиційними для південноросійської архітектури.
Мурована Анастасіївська церква також мала усипальницю для поховань фундаторів і членів їхньої родини, але не була використана по призначенню. Сімейні склепи використовувалися для зберігання коштовностей, грошей та горілчаних виробів.
У 1750-х роках у церкві Святої Анастасії зберігалися деякі примітні старовинні предмети:
- Євангеліє, надруковане 1703 року, пожертвуване гетьманом Іваном Скорападським у 1717 році, з написом про це.
- Євангеліє, надруковане у Львові 1657 року, пожертвуване Анастасією Скоропадською, з написом про це.
- Срібна «дарохоранительница» 4 фунта вагою, з написом: «року Божого 1718».
- Грамота Імператора Петра Великого 1718 року на маєтки церковні.
- Грамота Імператриці Єлизавети 1744 року про маєтки.
- Універсал гетьмана Кирила Розумовського 1751 року з підтвердженням на дарування села Хомутовці на ранг військового капеланства.
- Кілька рукописних книг слов'янською та латинською мовами[5][7].

Генеральний підскарбій Яків Маркович у своїх спогадах середини XVIII століття неодноразово згадував про цей факт: «В Глухове и в склепу св. Анастасиевском, где побрал свои червоные все», «Глухов. Після обіду до склепу Анастасіївського (тобто погребу в церкві святої Анастасії) і взяв звідти 300 рублів».
Після перебудови початку XIX століття церква набула класицистичних рис: над навою з'явилися декоративна сферична баня без підбанника, з північного і західного боків прибудовано колонні портики з колонами білого кольору. Над північно-західним кутом церкви було влаштовано нову одноярусну дзвіницю. Під її склепінням знаходилось три дзвони різних розмірів.

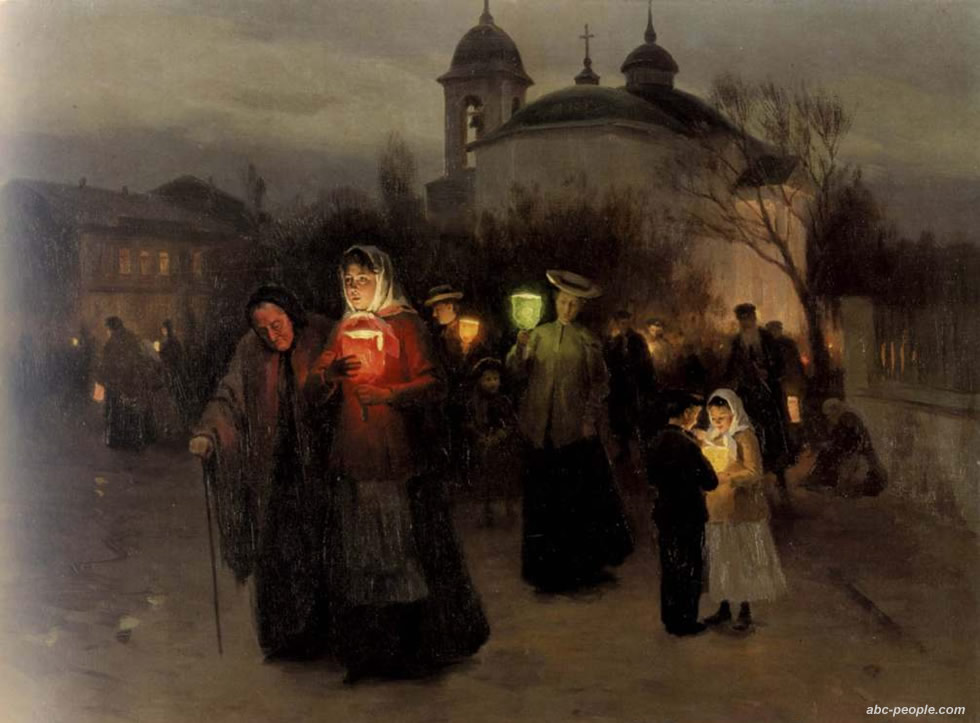
Стара Анастасіївська церква на картині художника Миколи Пимоненка

Про церкву навіть писала у липні 1908 року київська газета «Рада»:
|  | …Стояла у Глухові невеличка кам'яна церква — Анастасіевська, збудована гетьманом Ів. Скоропадським на початку XVIII віку. Була вона домовою гетьманською церквою і ховали в ній декого з гетьманських фамілій. Будівля старосвітська, старого українського типу; гетьмани забезпечили її млином під Глуховом та слободою Нова Гребля. Перестояла церква мало не двісті років…. |

## Увічнення в мистецтві
На думку деяких мистецтвознавців, зокрема Віктора Вечерського, стара Анастасіївська церква стала прообразом церкви на полотні академіка Миколи Пимоненка «Вихід з церкви в Страсний четвер» («Страсний четвер», «Великий четвер»). Художник був одним із учнів уродженця Глухова Миколи Мурашка в його школі малювання.
Також у Глухові він перебував протягом 1880-х років. Микола Пимоненко разом з іншими відомими художниками розписував інтер'єр новозбудованого храму Святих Трьох Анастасій на запрошення цукрозаводчика Ніколи Терещенка. Автору належить образ Божої Матері з Немовлям у верхній частині головного вівтаря та Божа Матір з Ісусом на західній стіні храму, а в парусах — образи чотирьох Євангелістів — Матвія, Марка, Іоанна та Луки, що збереглися дотепер у своєму автентичному вигляді.
Картину було створено на полотні олією на основі сюжету його картини «В чистий четвер», що експонувалась на Академічній виставці 1887 року. У 1904 році мюнхенський музей Нова пінакотека придбав цю картину. Авторська копія менших розмірів створена наприкінці 1907 року, її можна переглянути у Національному художньому музеї України.